# Belhade
Belhade – miejscowość i gmina we Francji, w regionie Nowa Akwitania, w departamencie Landy.
Według danych na rok 1990 gminę zamieszkiwało 101 osób, a gęstość zaludnienia wynosiła 4 osób/km² (wśród 2290 gmin Akwitanii Belhade plasuje się na 1075. miejscu pod względem liczby ludności, natomiast pod względem powierzchni na miejscu 367.).